# Ziegfeld Follies (film, 1945)
Pour les articles homonymes, voir Ziegfeld Follies.
Pour plus de détails, voir Fiche technique et Distribution.
Ziegfeld Follies est un film américain en Technicolor réalisé par Vincente Minnelli, Lemuel Ayers, Roy Del Ruth, Robert Lewis et George Sidney, sorti en 1945.
Il constitue un hommage aux comédies musicales de même nom produites à Broadway par Florenz Ziegfeld. Dans le prologue du film, William Powell reprend le rôle de Ziegfeld qu'il interprétait déjà dans Le Grand Ziegfeld (1936). C'est le seul film qui réunit Fred Astaire et Gene Kelly dans une séquence mémorable où chacun distribue à l'autre, des coups de pied au postérieur.

## Synopsis
Florenz Ziegfeld se retrouve au paradis où il veut faire revivre ses grands spectacles de music-hall. S'ensuit, sortie de son esprit, une série de sketches musicaux ou humoristiques mettant en scène diverses vedettes.

## Fiche technique
- Titre : Ziegfeld Follies
- Titre original : Ziegfeld Follies
- Réalisation : Vincente Minnelli, Lemuel Ayers, Roy Del Ruth, Robert Lewis, George Sidney ; (Norman Taurog, Merrill Pye, Eugene Loring et Charles Walters non crédités)
- Scénario : 39 personnes dont Charles Walters
- Musique : 13 personnes dont George Gershwin et Ira Gershwin
- Directeurs de la photographie : George Folsey, Charles Rosher et Ray June
- Montage : Albert Akst
- Direction artistique : Cedric Gibbons, Merrill Pye et Jack Martin Smith
- Décors : Edwin B. Willis et Mac Alper
- Costumes : 5 personnes dont Helen Rose
- Chorégraphie : Robert Alton, Roy Del Ruth, Eugene Loring et Charles Walters
- Producteur : Arthur Freed
- Société de production et de distribution : Metro-Goldwyn-Mayer (MGM)
- Pays de production :  États-Unis
- Langue d'origine : anglais américain
- Format : couleur (Technicolor) — 35 mm – 1,37:1 — son : mono (Western Electric Sound System)
- Genre : film musical
- Langue : anglais
- Durée : 110 minutes
- Dates de sortie :
  - États-Unis : 13 août 1945 (première mondiale à Boston, Massachusetts)
  - États-Unis : 8 avril 1946 (sortie nationale)
  - France : 17 décembre 1947
- Affiche : Boris Grinsson (France)

## Distribution
- William Powell : Florenz Ziegfeld
- Fred Astaire : lui-même (Here's to the Ladies) / Raffles (This Heart of Mine) / Tai Long (Limehouse Blues) / le gentleman (The Babbit and the Bromide)
- Lucille Ball : elle-même (Here's to the Ladies)
- Lucille Bremer : la princesse (This Heart of Mine) / Moy Ling (Limehouse Blues)
- Fanny Brice : Norma Edelman (A Sweepstakes Ticket)
- Judy Garland : la star (A Great Lady Has An Interview)
- Kathryn Grayson : elle-même (chante Beauty)
- Lena Horne : elle-même (chante Love)
- Gene Kelly : le gentleman (The Babbit and the Bromide)
- James Melton : Alfredo (La Traviata)
- Victor Moore : le client de l'avocat (Pay the Two Dollars)
- Red Skelton : J. Newton Numbskull (When Television Comes)
- Esther Williams : elle-même (A Water Ballet)
- Edward Arnold : l'avocat (Pay the Two Dollars)
- Marion Bell : Violetta (La Traviata)
- Cyd Charisse : une danseuse ballerine (Beauty)
- Hume Cronyn : Monty (A Sweepstakes Ticket)
- William Frawley : Martin (A Sweepstakes Ticket)
- Robert Lewis : le gentleman chinois (Limehouse Blues) / voix au téléphone (Number Please)
- Virginia O'Brien : elle-même (Here's to the Ladies)
- Keenan Wynn : l'appelant (Number Please)

### Acteurs non-crédités
- William Bailey : Passage du métro (Pay the Two Dollars)
- Karin Booth : Ziegfeld Girl
- Fédor Chaliapine fils : le lieutenant (This Heart of Mine)
- Naomi Childers : la duchesse (This Heart of Mine)
- Charles Coleman : le majordome (This Heart of Mine)
- Joseph Crehan : le premier juge (Pay the Two Dollars)
- William B. Davidson : le deuxième juge (Pay the Two Dollars)
- Peter Lawford : Porky (voix) (Number Please)
- Eugene Loring : le marchand de quatre-saisons (Limehouse Blues)
- Grady Sutton : le Texan (Number Please)
- Audrey Totter : l'opératrice de téléphonie (voix) (Number Please)

## Récompenses et distinctions
- Grand prix - comédies musicales du Festival de Cannes 1947[1]